# Haňovice
Obec Haňovice se nachází v okrese Olomouc v Olomouckém kraji, asi 2 km jihozápadně od Litovle. Obcí protéká potok Loučka. Na návsi stojí kaple sv. Cyrila a Metoděje. Žije zde 476 obyvatel.

## Název
Nejstarší podoba jména vesnice byla Hanějovici a byla odvozena od osobního jména Haněj (jehož základem bylo německé osobní jméno Hanno). Význam místního jména byl "Hanějovi lidé". Zkrácená podoba Haňovice je doložena poprvé z roku 1405.

## Historie
První písemná zmínka o obci pochází z roku 1141, kdy byly Haňovice uvedeny olomouckým biskupem Jindřichem Zdíkem v soupisu církevního majetku. Ves Kluzov je v písemných pramenech poprvé zmíněna až v roce 1608.
Po roce 1945 byly Haňovice střediskovou obcí, jejíž součástí byly Myslechovice, Nová Ves, Chudobín, Nasobůrky a Víska. Od 1. ledna 1980 do 23. listopadu 1990 byla součástí města Litovel. Od tohoto data jsou Haňovice spolu s Kluzovem samostatnou obcí, ostatní výše uvedené vesnice zůstaly místními částmi Litovle.

## Místní produkce

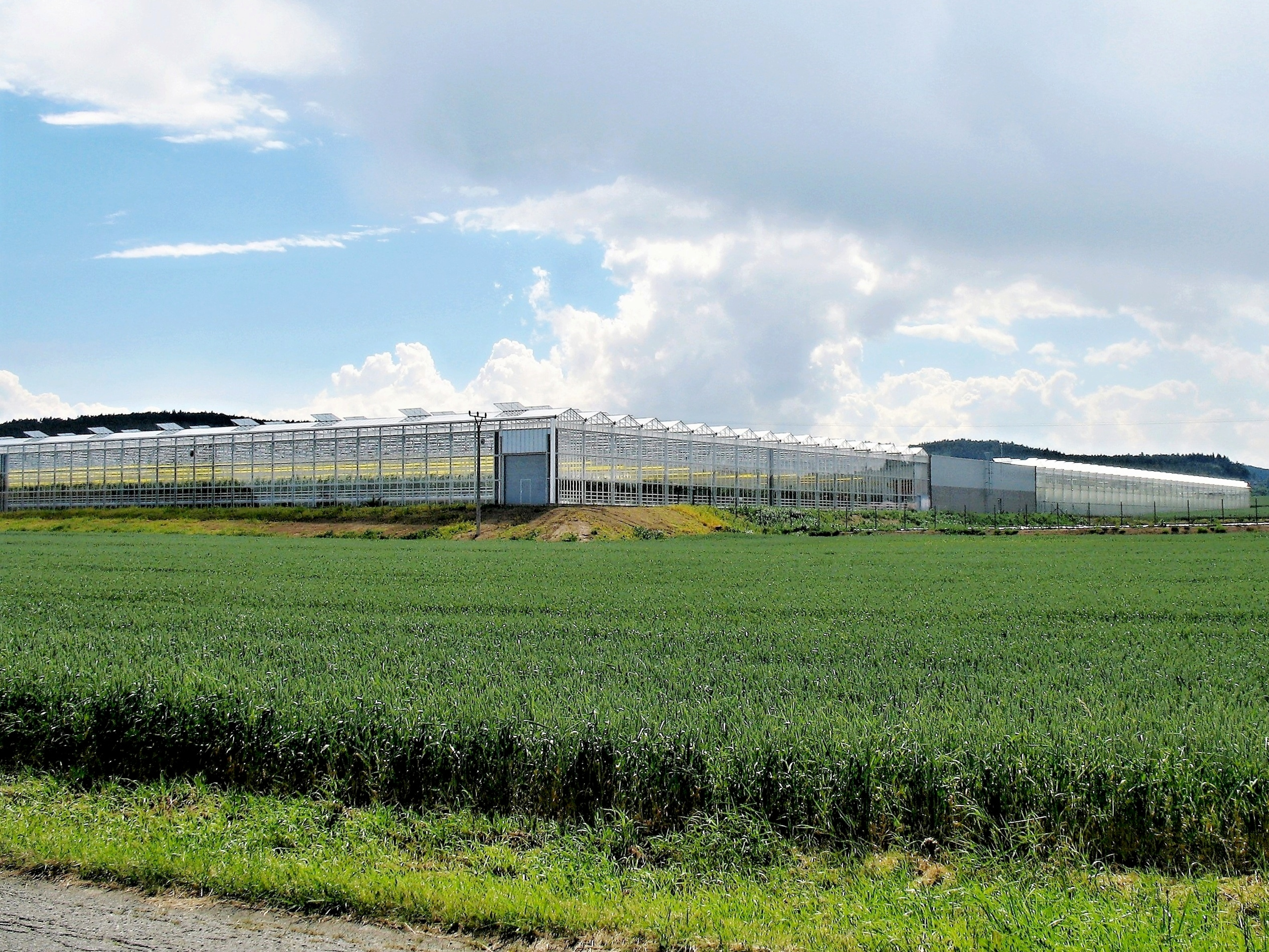
Skleníky pro pěstování rajčat

Život v obci je spojen s místním zemědělským družstvem. Původně byl v Haňovicích šlechtický velkostatek, později Jednotné zemědělské družstvo „Doubrava“. 
Zemědělské družstvo Haňovice je jediným pěstitelem rajčat v České republice, přičemž produkce této zeleniny je zde postavena na principu využití obnovitelných zdrojů - teplo a elektrická energie pochází z bioplynové stanice a k zálivce je používána dešťová voda.

## Občanská vybavenost
V Haňovicích je základní a mateřská škola a kulturní dům, v němž sídlí obecní úřad, knihovna a místní spolky. Kromě toho je v obci restaurace, dvě prodejny a kadeřnictví.

## Obyvatelstvo

### Struktura
Obec tvoří dvě místní části, Haňovice a Kluzov. Vývoj počtu obyvatel za celou obec i za jeho jednotlivé části uvádí tabulka níže, ve které se zobrazuje i příslušnost jednotlivých částí k obci či následné odtržení.
| Místní části   | Místní části  | 1869 | 1880 | 1890 | 1900 | 1910 | 1921 | 1930 | 1950 | 1961 | 1970 | 1980 | 1991 | 2001 | 2011 |
| -------------- | ------------- | ---- | ---- | ---- | ---- | ---- | ---- | ---- | ---- | ---- | ---- | ---- | ---- | ---- | ---- |
| Počet obyvatel | část Haňovice | 396  | 482  | 518  | 456  | 431  | 535  | 538  | 419  | 447  | 465  | 431  | 453  | 445  | 459  |
| Počet domů     | část Haňovice | 68   | 77   | 88   | 94   | 95   | 94   | 112  | 119  | 120  | 120  | 116  | 130  | 133  | 132  |

## Galerie

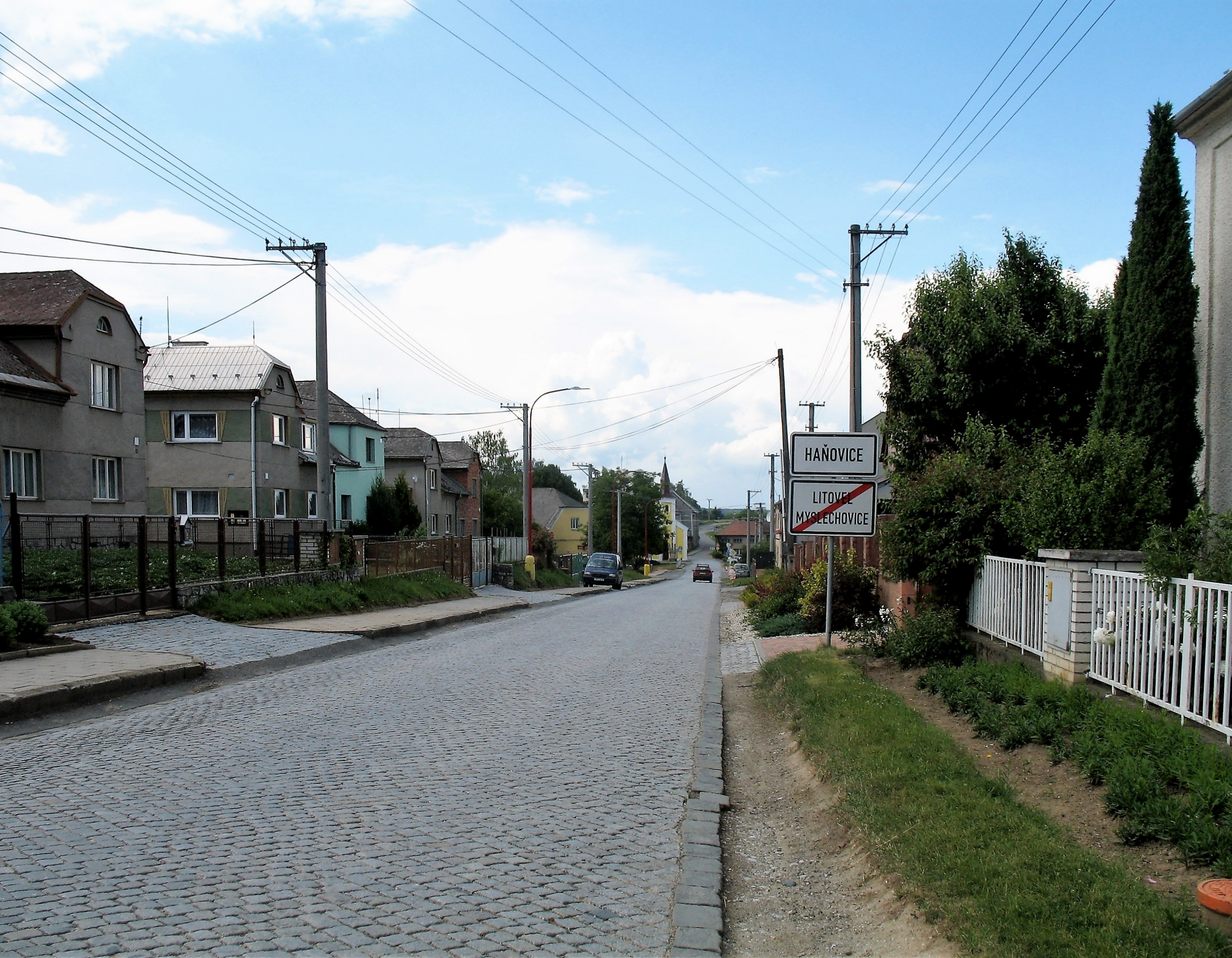
Hranice katastrů Myslechovice a Haňovice
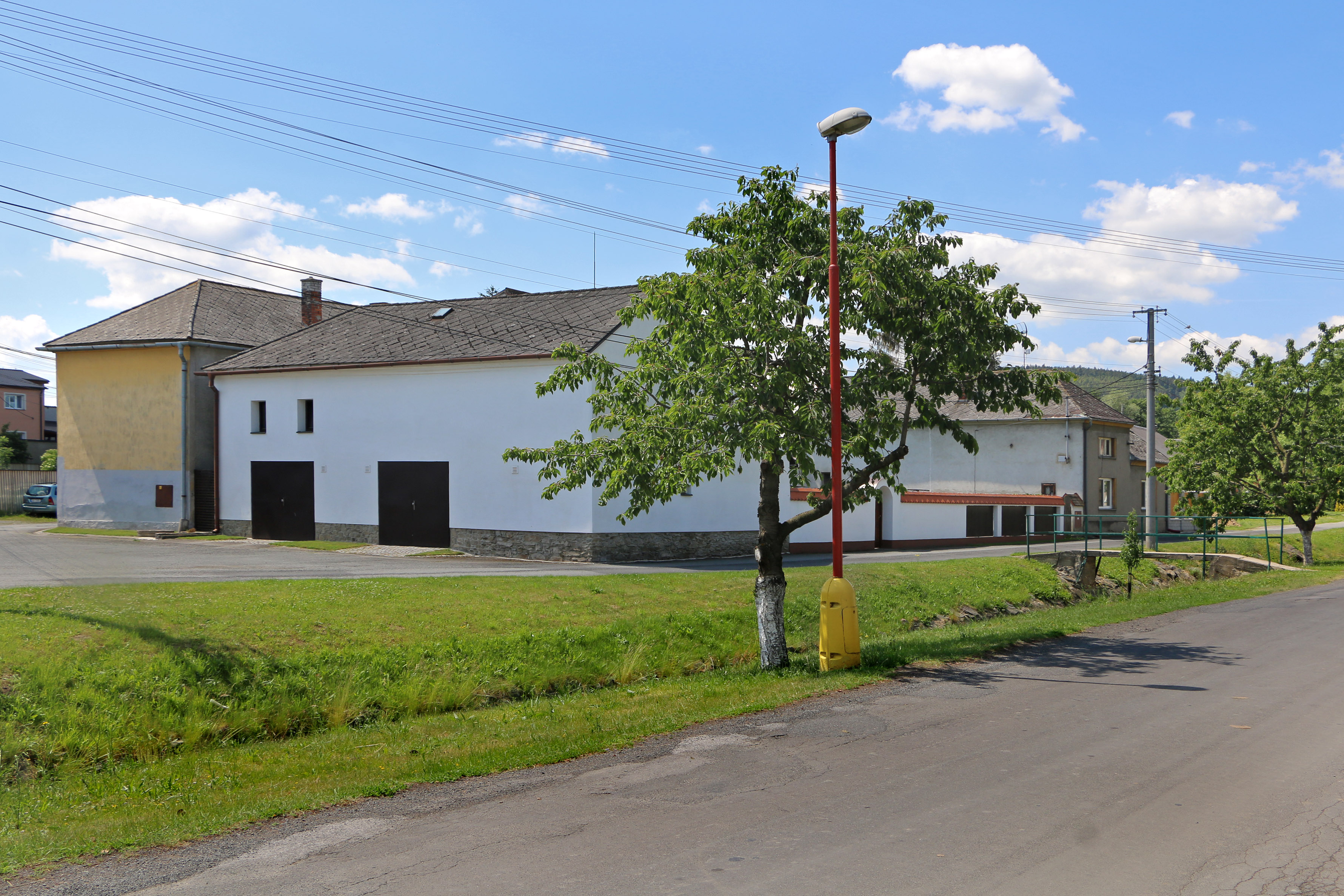
Střední část vesnice
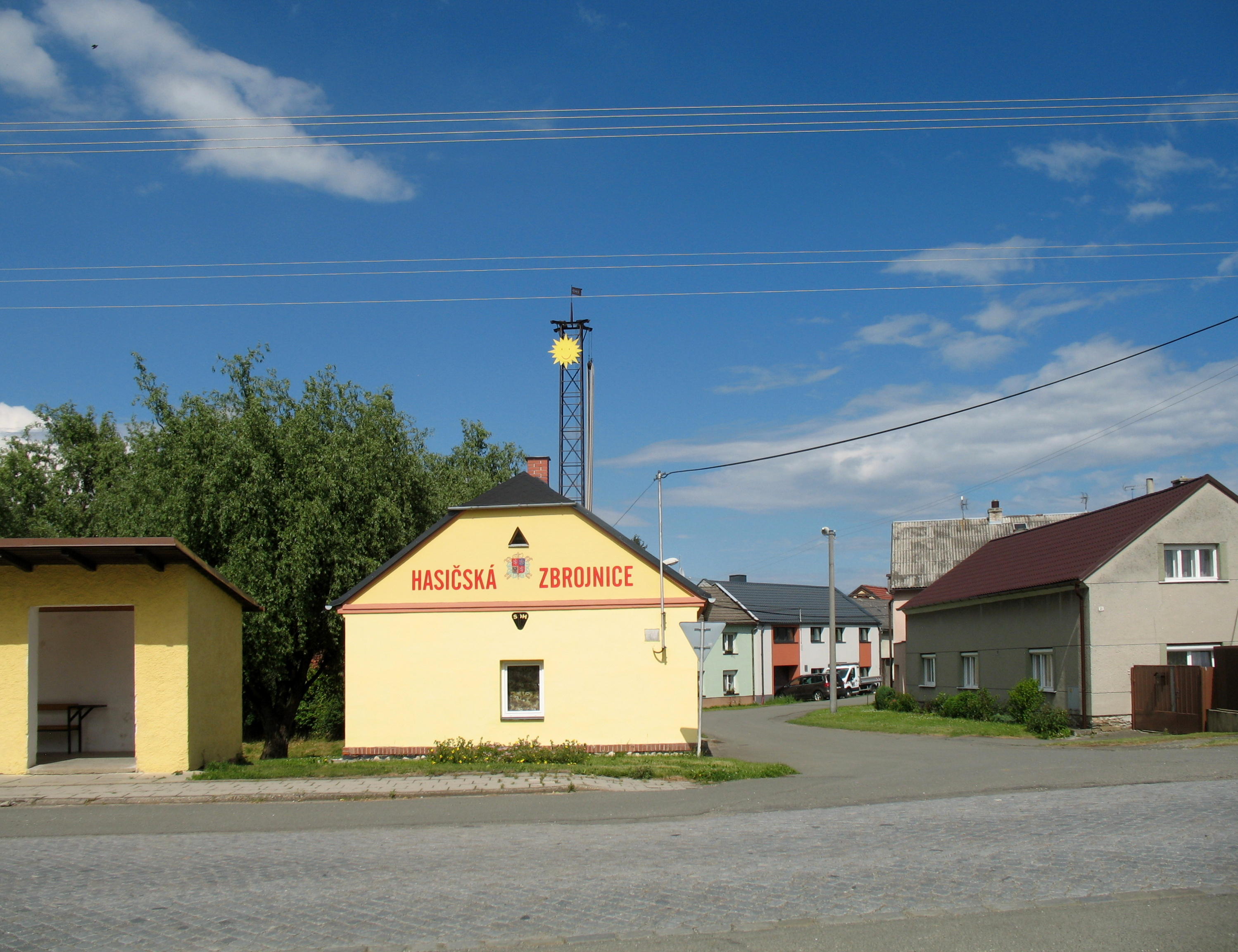
Hasičská zbrojnice v centru obce
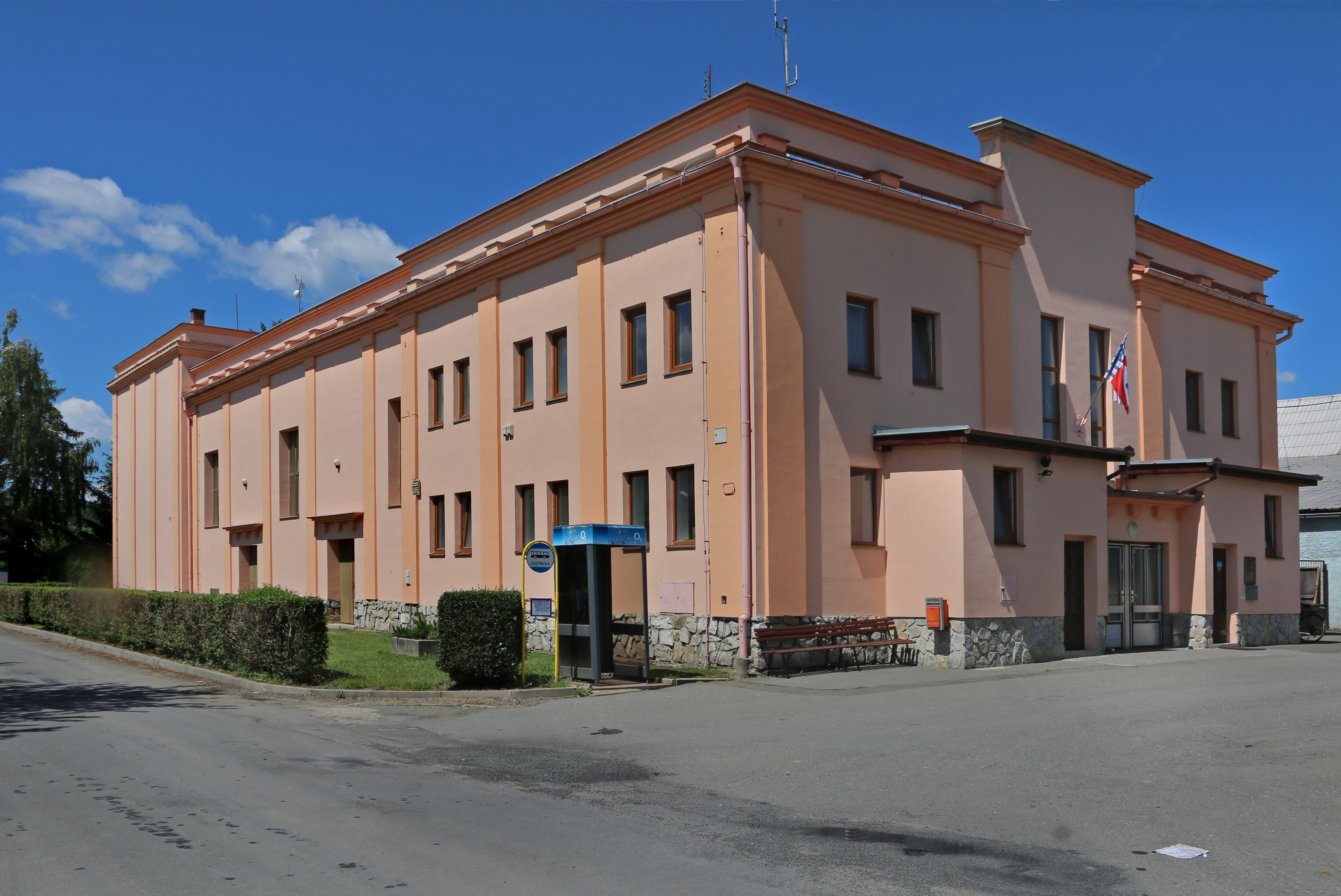
Obecní úřad
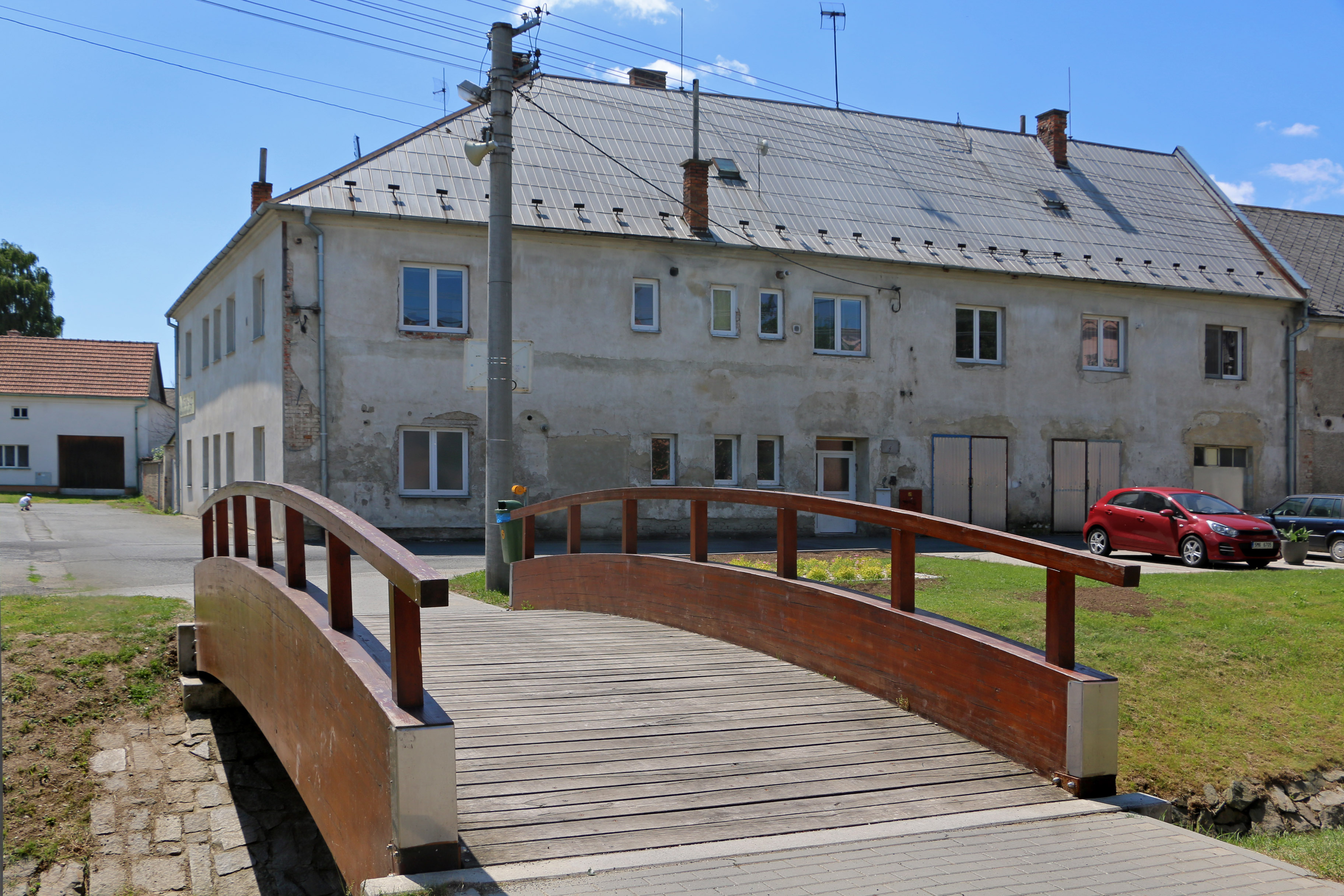
Most přes Loučku